# جبار هاشم حنون
جبار هاشم حنون هو لاعب كرة قدم عراقي، ولد في 1970.

## وصلات خارجية
- جبار هاشم حنون على موقع الاتحاد الدولي (مؤرشف)  (الإنجليزية)